# Cody (nome)
Cody  è un nome proprio di persona inglese maschile e femminile.

## Varianti
- Maschili: Codi[2], Codie[1][2], Coty[1], Kody[1][2], Kodey[1]

## Origine e diffusione
Riprende il cognome irlandese Cody, che può costituire un'anglicizzazione di due distinti cognomi gaelici: Ó Cuidighthigh, che vuol "discendente di Cuidightheach" o "figlio di una persona servizievole" (Cuidightheach è un appellativo gaelico che vuol dire "disponibile", "servizievole"), oppure Mac Óda, che significa "figlio di Óda" (il nome Óda è di origini ignote).
Il suo uso potrebbe in parte essere ispirato a Buffalo Bill, il cui vero nome era William Frederick Cody.

## Onomastico
Si tratta di un nome adespota, ovvero privo di santo patrono; il suo onomastico può essere festeggiato in occasione di Ognissanti, il 1º novembre.

## Persone

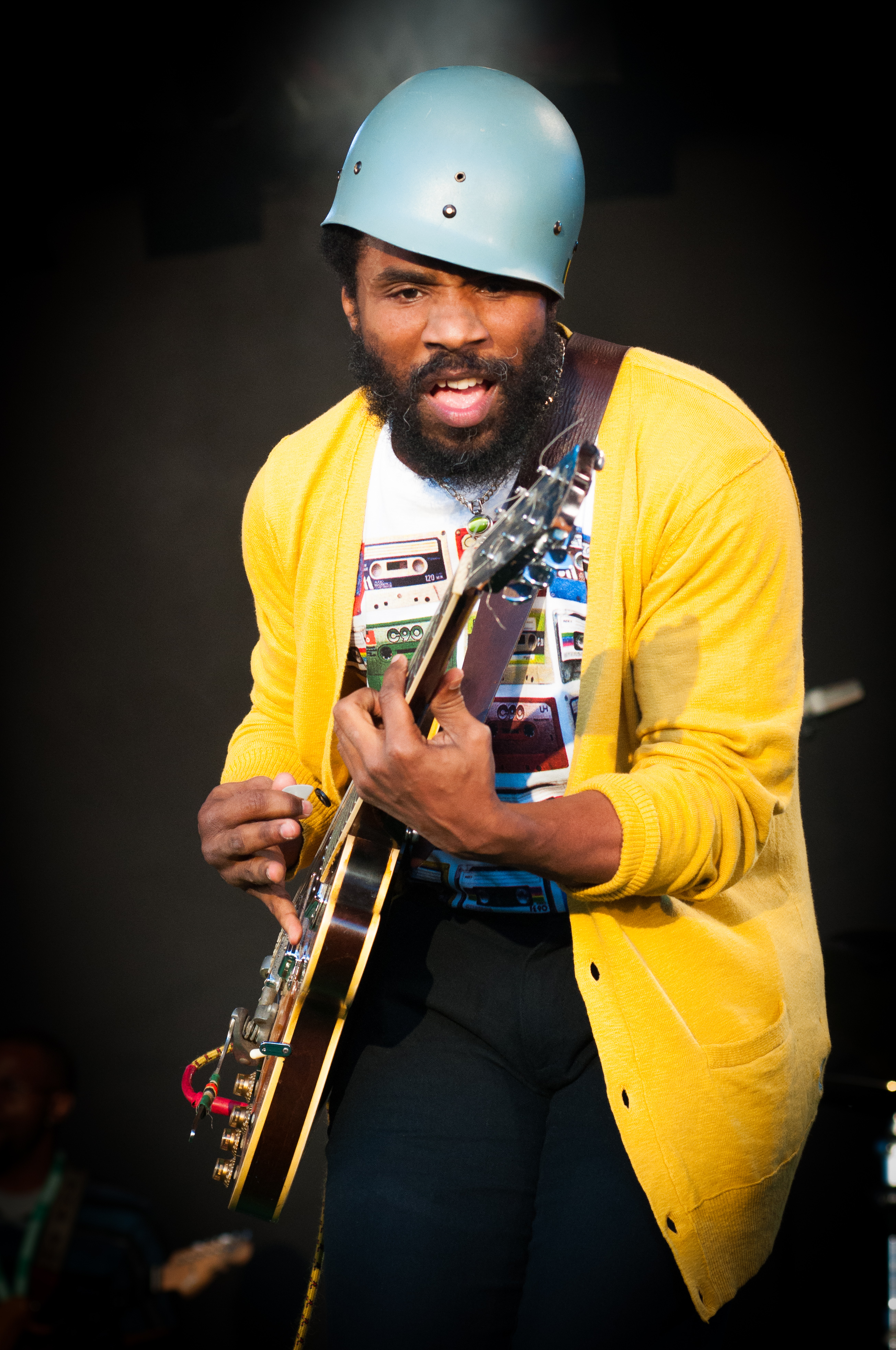
Cody Chesnutt

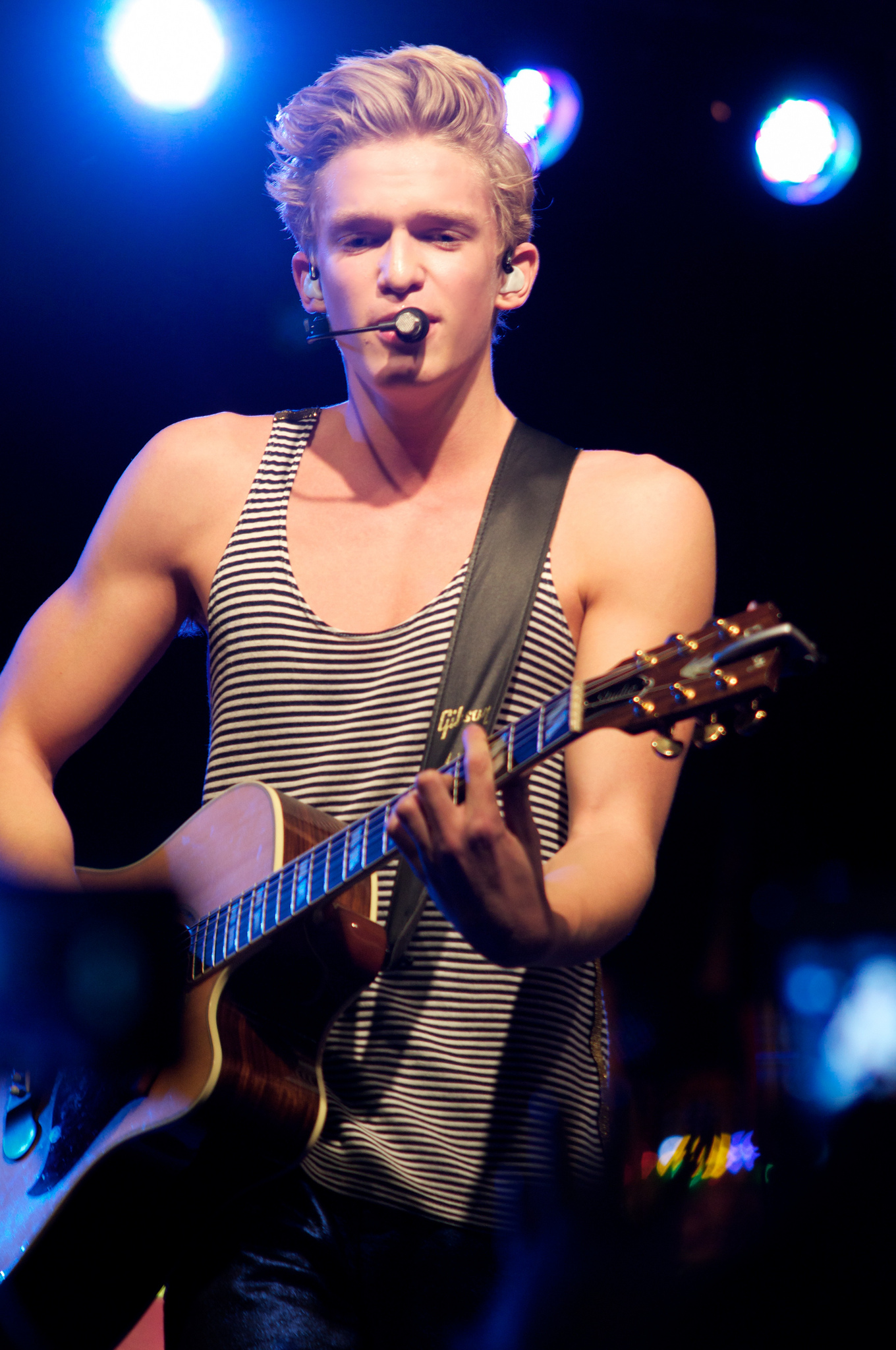
Cody Simpson

### Maschile
- Cody Bellinger, giocatore di baseball statunitense
- Cody Cameron, regista statunitense
- Cody Chesnutt, cantante statunitense
- Cody Cropper, calciatore statunitense
- Cody Christian, attore statunitense
- Cody Hawkins, giocatore di football americano statunitense
- Cody Kasch, attore statunitense
- Cody Kessler, giocatore di football americano statunitense
- Cody Latimer, giocatore di football americano statunitense
- Cody Linley, attore statunitense
- Cody Longo, attore e cantante statunitense

- Cody Marshall, sciatore alpino statunitense
- Cody Mattern, schermidore statunitense
- Cody McFadyen, scrittore statunitense
- Cody Miller, nuotatore statunitense
- Cody Rhodes, wrestler statunitense
- Cody Simpson, cantante australiano
- Cody Sorensen, bobbista canadese
- Cody Toppert, cestista statunitense
- Cody Zeller, cestista statunitense

### Femminile
- Cody Horn, attrice statunitense

## Il nome nelle arti
- Cody Hida è un personaggio dell'anime Digimon Adventure 02.
- Cody Jameson Anderson è un personaggio della serie animata A tutto reality.
- Cody Martin è un personaggio delle serie televisive Zack e Cody al Grand Hotel e Zack e Cody sul ponte di comando
- Un bambino australiano di nome Cody è un personaggio del film d'animazione Disney del 1990 Bianca e Bernie nella terra dei canguri